# Annemasse
Annemasse je město ve Francii v Horním Savojsku v regionu Auvergne-Rhône-Alpes. Nachází se v těsné blízkosti švýcarských hranic a urbanisticky tvoří jeden celek s Ženevou, s níž tak prakticky tvoří souměstí. V roce 2021 na samotném území Annemasse žilo téměř 38 tisíc obyvatel.
Město je součástí nadnárodního uskupení Grand Genève, sdružující města aglomeračně spjatá s Ženevou, za účelem vzájemné spolupráce.

## Název
Přesný původ názvu Annemasse není známý, existují však tři teorie o jeho původu. První hovoří o původů názvu od označení keltského kmene Allobrogů, který obýval území jihovýchodní Francie. Druhá tvrdí, že může být jméno odvozeno od původního galského jména Adnamatius. Dle třetí název města odkazuje na římské město Annamatia, ležící v tehdejší Panonii, na území dnešního Maďarska, které bylo také nazýváno jako Namascae.

## Poloha

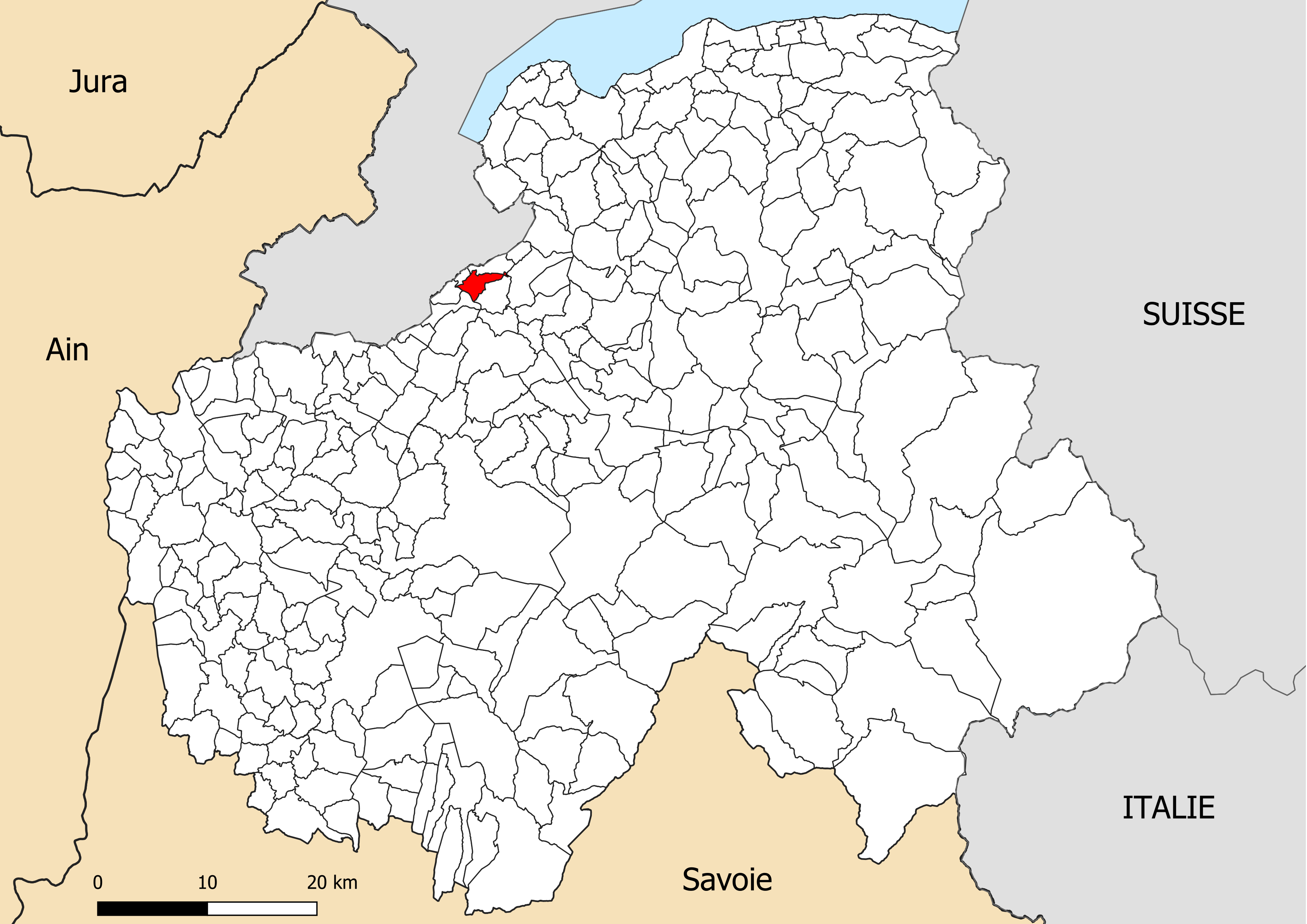
Poloha Annemasse (červeně) v departmentu Horní Savojsko

Město je součástí metropolitní oblasti Ženevy. Nachází se přibližně 2 kilometry jihovýchodně od švýcarsko-francouzské hranice, a přibližně 45 kilometrů severně od města Annecy. Na východě je město obklopeno hřebenem pohoří Voirons (prům. nadmořská výška 1 450 m.), na západě pak pohořím Salève (prům. nadmořská výška 1 300 m.). Protéká jím řeka Arve, tvořící západní hranici města. Oficiálně je město děleno na 7 čtvrtí.
Sousedními obcemi jsou Ambilly, Cranves-Sales, Étrembières, Gaillard, Vétraz-Monthoux a Ville-la-Grand.

### Klima
Místní klima je mírné, ovlivněno blízkostí Ženevského jezera a horského masivu Bornes-Bauges-Aravis. Nejchladnější měsíce v roce jsou leden a únor, nejteplejšími červenec a srpen, nulové teploty zde panují průměrně 80 dní v roce. Průměrné minimální teploty dosahují -1 °C, maximální teploty 26 °C. Průměrné roční srážky jsou zde 975,7 mm se 118 deštivými dny v roce.

## Historie

### Nejstarší doba
Oblast byla osídlena Allobrogy už kolem roku 300 př. n. l.; na hoře Salève poblíž města se nachází rozsáhlé archeologické naleziště. Postupně se zde vyvinula malá venkovská aglomerace na křižovatce několik cest.
V 6. století zde byl vysvěcen kostel biskupem Maximiem z Ženevy a biskupem Avitem z Vídně. Geografická poloha města později způsobila jeho dlouhodobou stagnaci, zesílenou rivalitou mezi Ženevou a savojskými knížaty, pod jejichž správu město patřilo během středověku i novověku.
Město náleželo do Savojska, konkrétně do provincie Carouge. Mezi lety 1792 a 1815, náleželo Francii a leželo v departementu Mont-Blanc, později v departementu Léman. Během konzulátu se stalo hlavním městem kantonu. Při prvním sčítání lidu v roce 1801 mělo pouze 600 obyvatel, kteří žili hlavně ze zemědělství a prodeje na trzích v Ženevě.
Během debat o budoucnosti Savojska okolo jeho anexe v roce 1860 nebyla místní populace příliš nakloněna myšlence připojení severní části vévodství ke Švýcarsku. Petici proti návrhu v této části podepsalo více než 13 600 lidí, z toho 64 v Annemasse. Vévodství bylo připojeno k Francii po plebiscitu konaném 22. a 23. dubna 1860, kde 99,8 % Savojanů odpovědělo „ano“ na otázku „Chcete aby Savojsko bylo připojeno k Francii?“.

### Rozvoj města
Rozvoj celého města odstartoval napojením na železniční síť. Výstavba železniční trati Bellegarde-Évian v roce 1880, doplněná tratí vedoucí do Annecy a Saint-Gervais-les-Bains, umožnila první rozvoj Annemasse a příchod prvních průmyslových podniků, navzdory restriktivnímu režimu výběru cla z roku 1860, který činil z Ženevy de facto ekonomické a obchodní centrum celé severní oblasti Savojska.
Při sčítání lidu v roce 1911 mělo Annemasse jen 3300 obyvatel, ovšem první městský urbanistický plán spojený s výstavbou nádraží umožnil strukturovat starou podobu města a rozšířit jej.

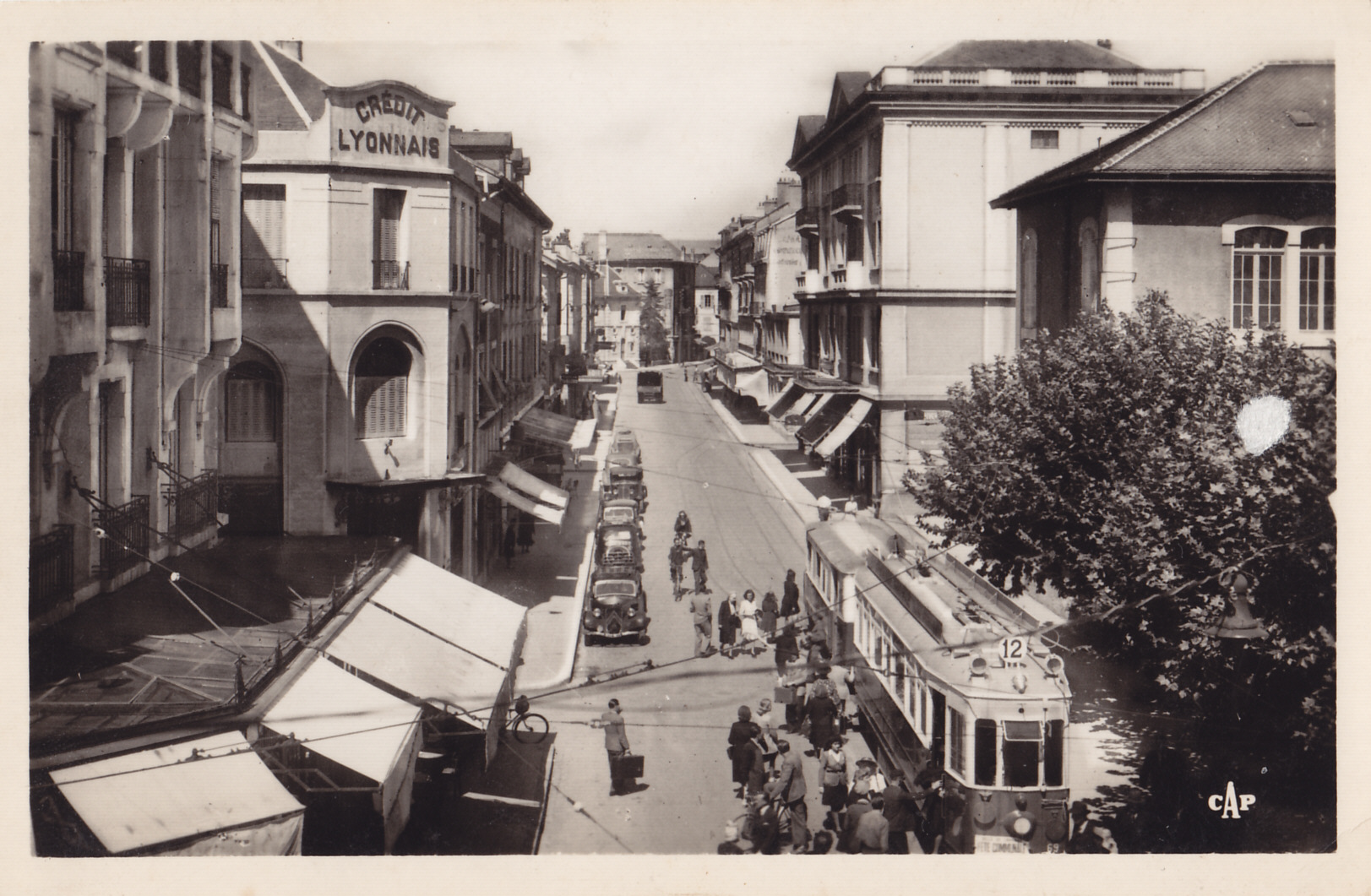
Dobová fotografie hlavní třídy města

### 1. polovina 20. století
První světová válka znamenala faktický konec restriktivního celního obchodního sytému, a nerovností mezi švýcarským frankem a francouzským frankem, což vedlo k potřebě vybudování městského centra pro zásobování venkova a oblasti dolního údolí řeky Arve. Annemasse se rozvíjelo a lákalo obyvatele s venkovským i zahraničním původem. Mnozí Ženevané nechtěli ztratit obchodní vazby v blízkém Savojsku a zřídili ve městě továrny a obchody. V roce 1926 mělo Annemasse 6000 obyvatel a už v roce 1936 8000 obyvatel.
Urbanistický plán vypracovaný státním inženýrem, který počítal s budoucím plánem silnic a s rozšířením městského osídlení, byl ve městě poprvé realizován před druhou světovou válkou. Právě válka, zejména italská a následná německá okupace způsobily úplné přerušení kontaktů s Ženevou a ústup švýcarských aktivit v oblasti. Od konce roku 1942 až do osvobození města 8. srpna 1944 sloužil místní hotel Pax jako vězení pro zajaté Italy a následně německé vojáky. Mučeno a uvězněno zde bylo minimálně 742 lidí, z toho 195 Židů a 547 odbojářů a převaděčů.
Po válce město zaznamenalo rozkvět v oblasti hodinářství, přičemž na počátku 50. let 20. století pracovalo v tomto oboru v Annemasse už téměř 1000 lidí.

### Události 2. poloviny 20. století
Po roce 1950 zažilo město téměř nepřetržitý rozvoj, i když s občasnými prodlevami. Mezi jednotlivými sčítáními obyvatel zaznamenávalo Annemasse a jeho aglomerace často jeden z největších nárůstů v regionu Rhône-Alpes a v Horním Savojsku. Populace města se zvýšila z 8800 obyvatel v roce 1946 na 27 000 v roce 1990. Okolní obce zaznamenaly obdobný nárůst.
Pokles pracovní síly v letech 1975 až 1978 vedl k zastavení soukromé výstavby ve městě i okolí, obnova v Ženevě po roce 1982 vyvolala novou stavební horečku a následně další pokles od konce 90. let. Vzhledem k velmi drahé půdě v oblasti je problémem udržet průmyslové aktivity v celé ženevské aglomeraci; současným trendem je tak obnova průmyslu a jejich orientace na činnosti s vysokou přidanou hodnotou (elektronika, mikro-mechanika, ultrazvuky, senzory).
Od 21. června 1985 do srpna 1990 bylo město místem útoků a znásilnění spáchaných na děvčatech, z nichž jedna byla 13. března 1986 zavražděna rodákem z Basileje, psychicky narušeným pachatelem Lucienem-Gillesem de Vallière.
Od roku 1975 ztratila aglomerace více než 2000 průmyslových pracovních míst, která byla z velké části nahrazena pracovními místy v terciárním sektoru. Urbanistický plán z roku 1950 předpokládal rozšíření Annemasse a výstavbu „druhého města“ ve čtvrti La Perrier, realizovanou v 70. letech. V posledních dvaceti letech se město transformovalo a vybavilo (kulturní centrum, autobusové nádraží, městské centrum, dům ekonomiky, úprava čtvrti Romagny, tělocvična, pěší zóna na náměstí před radnicí a okolí). Zahušťování centra je základním cílem s osou nádraží-kostel Saint-André, stejně jako lepší integrace čtvrti Perrier. V rámci první městské oblasti Horního Savojska (k roku 2017 měla 325 696 obyvatel) musí město ztělesňovat francouzský obraz velké ženevské přeshraniční aglomerace.

## Politika

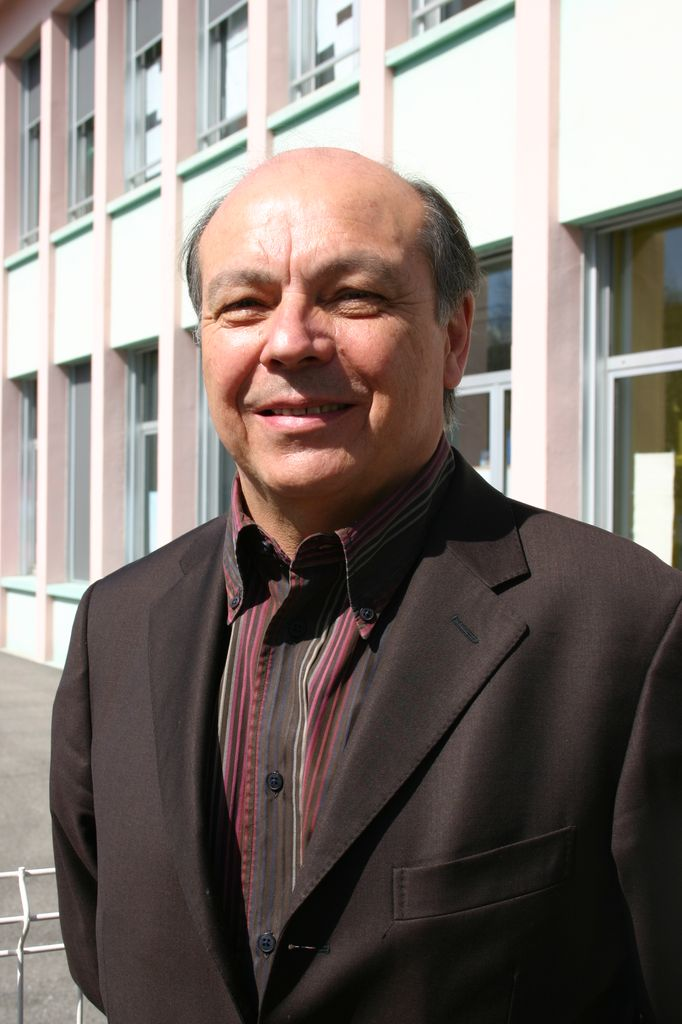
Starosta Christian Dupessay

Městská oblast Annemassy – Les Voirons, skládající se ze dvanácti obcí je populačně druhou největší aglomerací v Horním Savojsku, po oblasti Grand Annecy (Greater Annecy) okolo města Annecy.
Starostou města v letech 1977 až 2008 byl Robert Borrel ze socialistické francouzské strany Parti socialiste (PS). Po jeho odchodu do důchodu v roce 2008 jej nahradil člen téže strany Christian Dupessay, který byl do čela města zvolen opakovaně v letech 2014 a 2020.

## Ekonomika
Nejdůležitějším ekonomickým odvětvím ve městě je obchod; kvůli současné devizové situaci navštěvuje pravidelně město mnoho obyvatel, především Švýcarů, aby levněji nakupovali potraviny a další komodity. Velká část místního obyvatelstva pracuje v Ženevě, zejména kvůli lepším platovým podmínkám.
Na území města je zaregistrováno 1898 firemních subjektů, z nichž majoritu tvoří obchody a služby. Třemi nejvýznamnějšími podniky jsou: americký podnik Parker Hannifin (obrat 134 milionů eur ročně), chemický podnik Steigwerk (obrat 107 milionů eur) a kasino Géant Casino Annemasse (obrat 13 milionů eur).

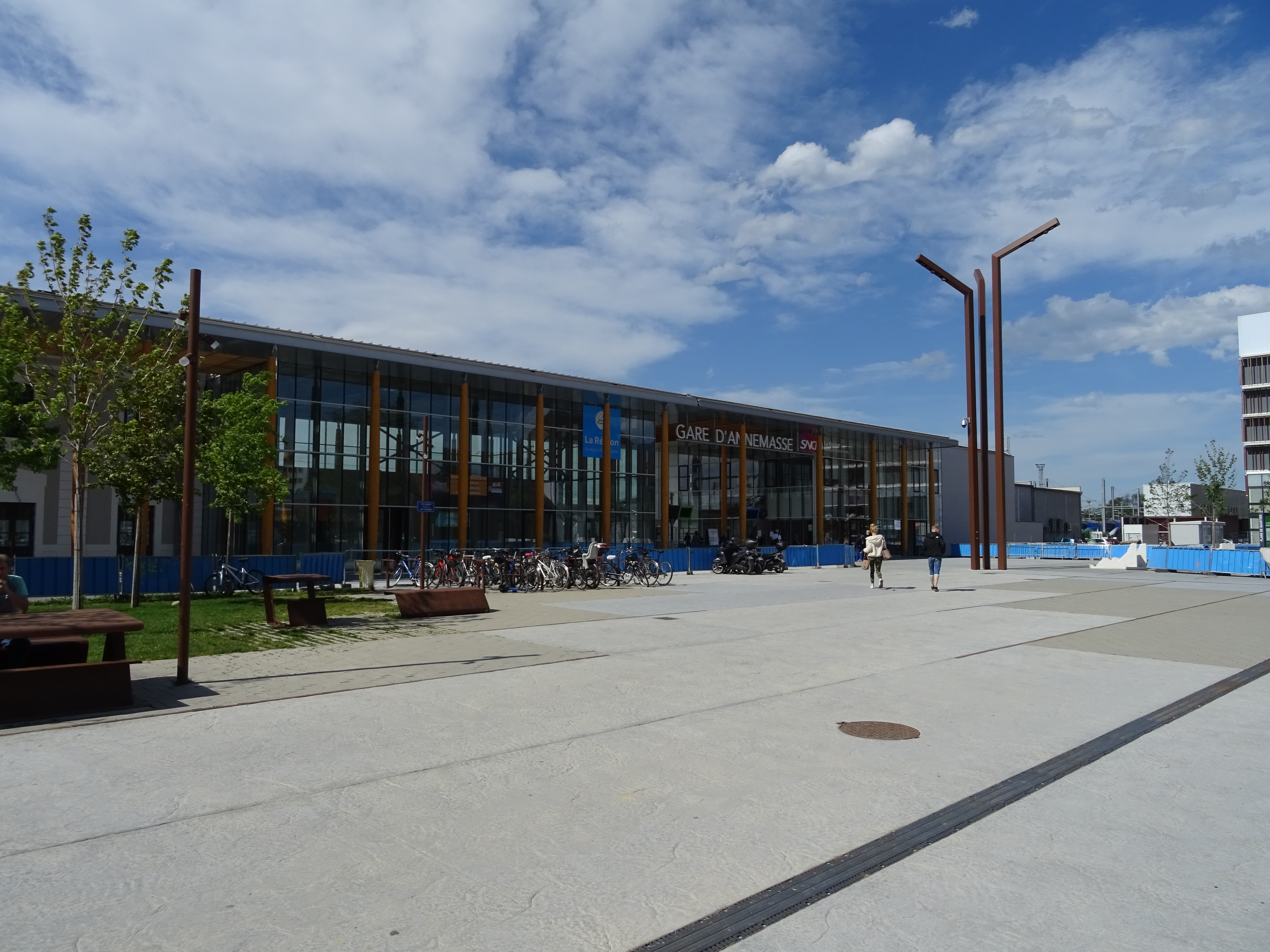
Nová budova železniční stanice

## Doprava
Město je důležitou dopravní křižovatkou. Jižně od centra se nachází poslední sjezd z dálnice A40 (spojnice Údolí Aosty a Ženevy s Lyonem) před státními hranicemi, která umožňuje dobré propojení města a celého regionu. Annemasse je navíc spojeno s Annecy pomocí dálnice A41.
Místní hromadná doprava je provozována 6 autobusovými linkami společnosti TP2A (Transports publics de l'Agglomération d'Annemasse). S Ženevou je město spojeno tramvajovou tratí.
Železniční stanice Annemasse, jejíž budova pochází z roku 1880, je druhým nejvytíženějším nádražím departmentu s vytížeností okolo 2 000 cestujících denně. Díky rozvíjející se podpoře železniční dopravy v okolí Ženevy (především v rámci projektu CEVA, Cornavin‒Eaux-Vives‒Annemasse), bylo nedávno rozšířeno stávající železniční spojení mezi Annemasse a hlavní ženevskou stanicí Gare do Cornavin, skrze ženevskou čtvrť Eaux-Vives.
U města se nachází také malé letiště pro menší letadla.

## Školství

##### Mateřské školy
- Bois-Livron, Marianne-Cohn, Jean-Mermoz, La Fontaine, Les Hutins, Saint-Exupéry, Académie Montessuit

##### Základní školy
- Veřejné školy: Bois-Livron, Marianne-Cohn, Jean-Mermoz, La Fontaine, Les Hutins, Saint-Exupéry, Académie Montessuit
- Soukromé školy: Chamarette, Saint-François

##### Střední školy
- Michel-Servet, Académie Montessuit, Jacques-Prévert

##### Střední odborné školy
- Obecné vzdělávání: Les Glières (Informační technologie)
- Obecné a technické vzdělávání: Jean-Monnet
- Odborné vzdělávání: Le Salève

##### Ostatní školy
- Umělecká škola Beaux

## Náboženství
Ve městě se nachází několik náboženských míst, přesněji dva římskokatolické kostely (Saint-André a Saint-Joseph), několik protestantských kostelů, jednu synagogu a dvě muslimské organizace.

## Památník Michaela Serveta

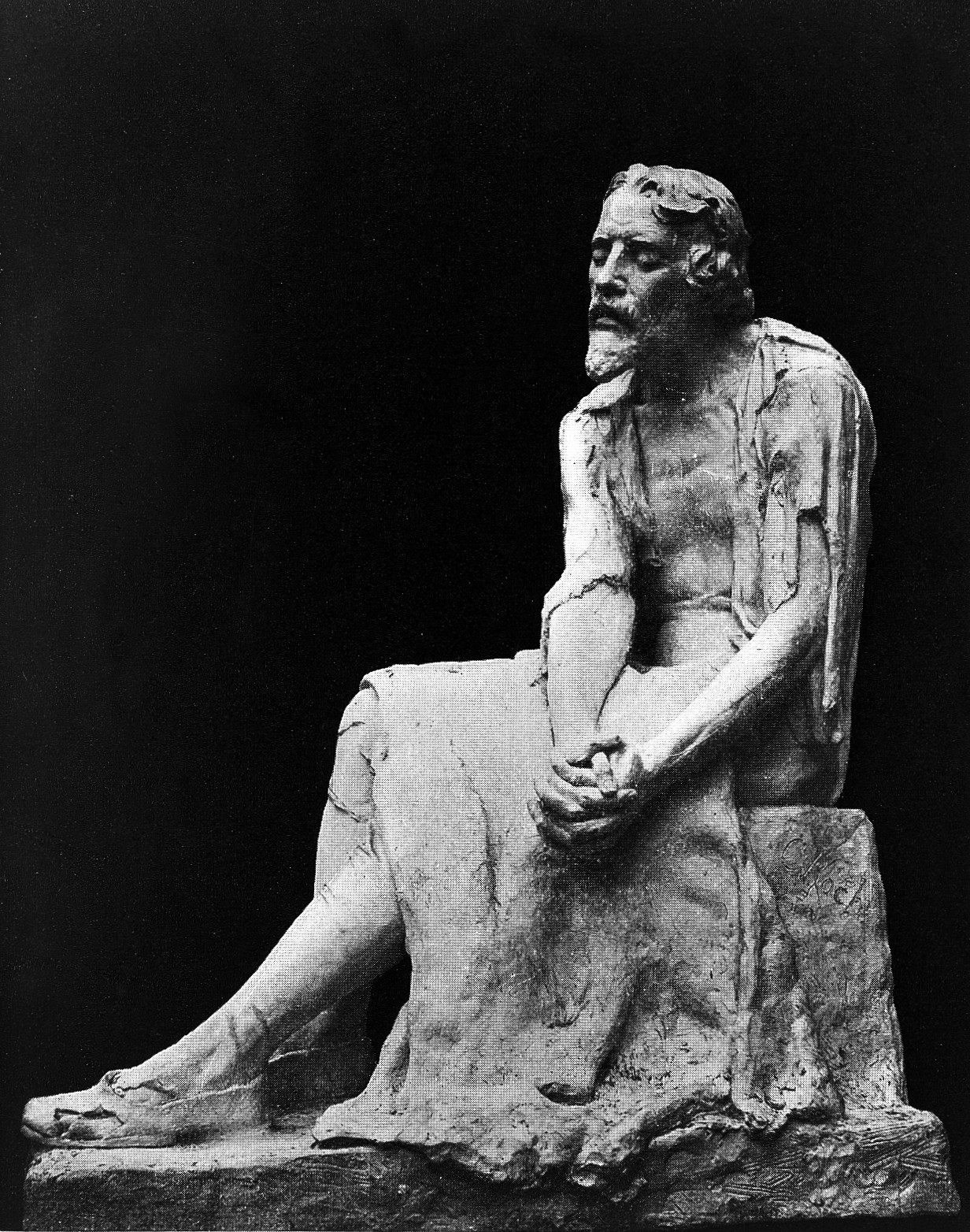
Památník Michaela Serveta

V roce 1903, kdy uplynulo 350 let od popravy španělského teologa Michaela Serveta v Ženevě na podnět Jana Kalvína, byl utvořen výbor, který prosazoval stavbu pomníku na jeho počest. Spolek byl veden francouzským senátorem Augustem Dide, autorem knihy o kacířích a revolucionářích. Výbor provedením sochy pověřil ženevského sochaře Clothilde Rocha, jehož úkolem bylo zobrazení trpícího Serveta. Práce trvala tři roky a byla dokončena v roce 1907. Kalvínovi příznivci však měli stále v Ženevě silný vliv a proto byla socha veřejností odmítnuta.
Výbor následně sochu nabídl sousednímu městu Annemasse, která ji roku 1908 vztyčila před radnicí s následujícími nápisy:

"Zatčení Severa v Ženevě, kde nepublikoval ani nešířil své názory, a proto nepodléhal jejich zákonům, musí být považováno za barbarský čin a urážku práv národů". Voltaire

"Prosím vás, zkraťte tato jednání. Je jasné, že Kalvín mě chce nechat pro své potěšení shnít v této věznici. Vši mě žerou zaživa. Mé oblečení je roztrhané a nemám nic na převlečení, ani košili, jen obnošenou vestu". Servetus

V roce 1942 tehdejší pro-nacistická vláda sídlící ve Vichy sochu strhla, protože oslavovala svobodu svědomí, a nechala ji roztavit. V roce 1960, po nalezení původních forem, nechalo město Annemasse sochu znovu odlít a vrátilo ji na původní místo.

## Mezinárodní vztahy

### Partnerská města
Annemasse uzavřelo smlouvu o partnerství se dvěma městy:
- Gaggenau, Německo
- Sieradz, Polsko

### Přátelská města
Annemasse má dvě přátelská města:
- Boisbriand, Kanada
- Torricella Peligna, Itálie

## Významné osobnosti
Ve městě se narodili, či s městem jsou spjaty tyto osobnosti:
- Michael Servetus (1511–1553), španělský teolog, příznivce reformace
- Fernand David (1869–1935), politik a senátor
- Benito Mussolini (1883–1945), roku 1904 jako mladý učitel pobýval v Annemasse a několik měsíců zde pracoval jako vozka v písečných lomech v korytu řeky Arve
- Wolfgang Windgassen (1914–1974), německý tenorista
- Marriane Cohn (1922–1944), odbojář vězněný v Hotelu Pax
- Philippe Chevallier (* 1961), cyklista
- Pascal Dupraz (* 1962), bývalý fotbalista, trenér FC Toulouse
- Déborah Anthonioz (* 1978), snowboardistka
- Jean-Marc Gaillard (* 1980), běžec na lyžích, olympijský medailista
- Julien Decroix (* 1981), zpěvák, známý také jako „Soan“
- Tessa Worley (* 1989), lyžařka
- Nabilla Benattia (* 1992), modelka

## Galerie

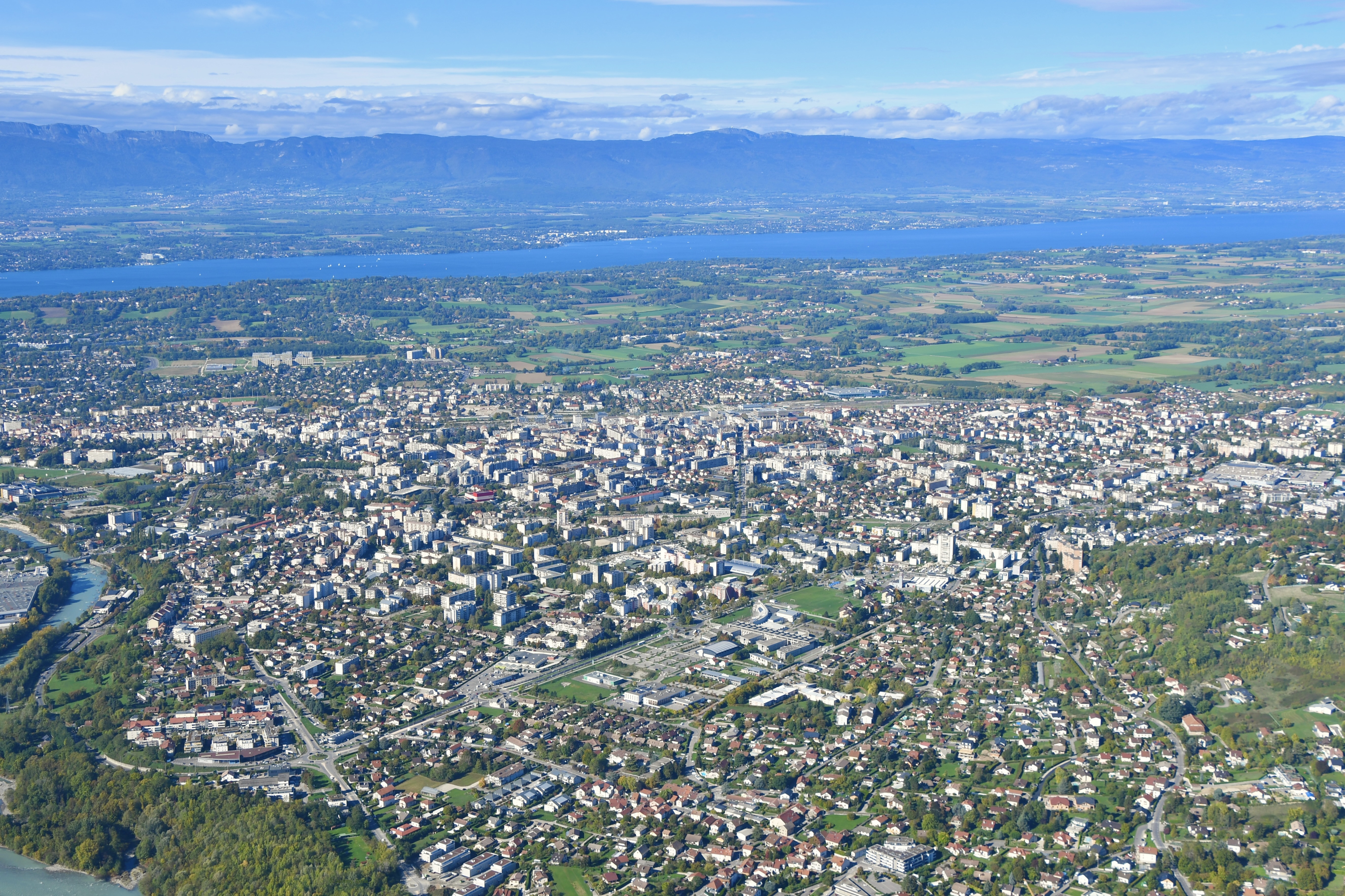
Letecký pohled na město
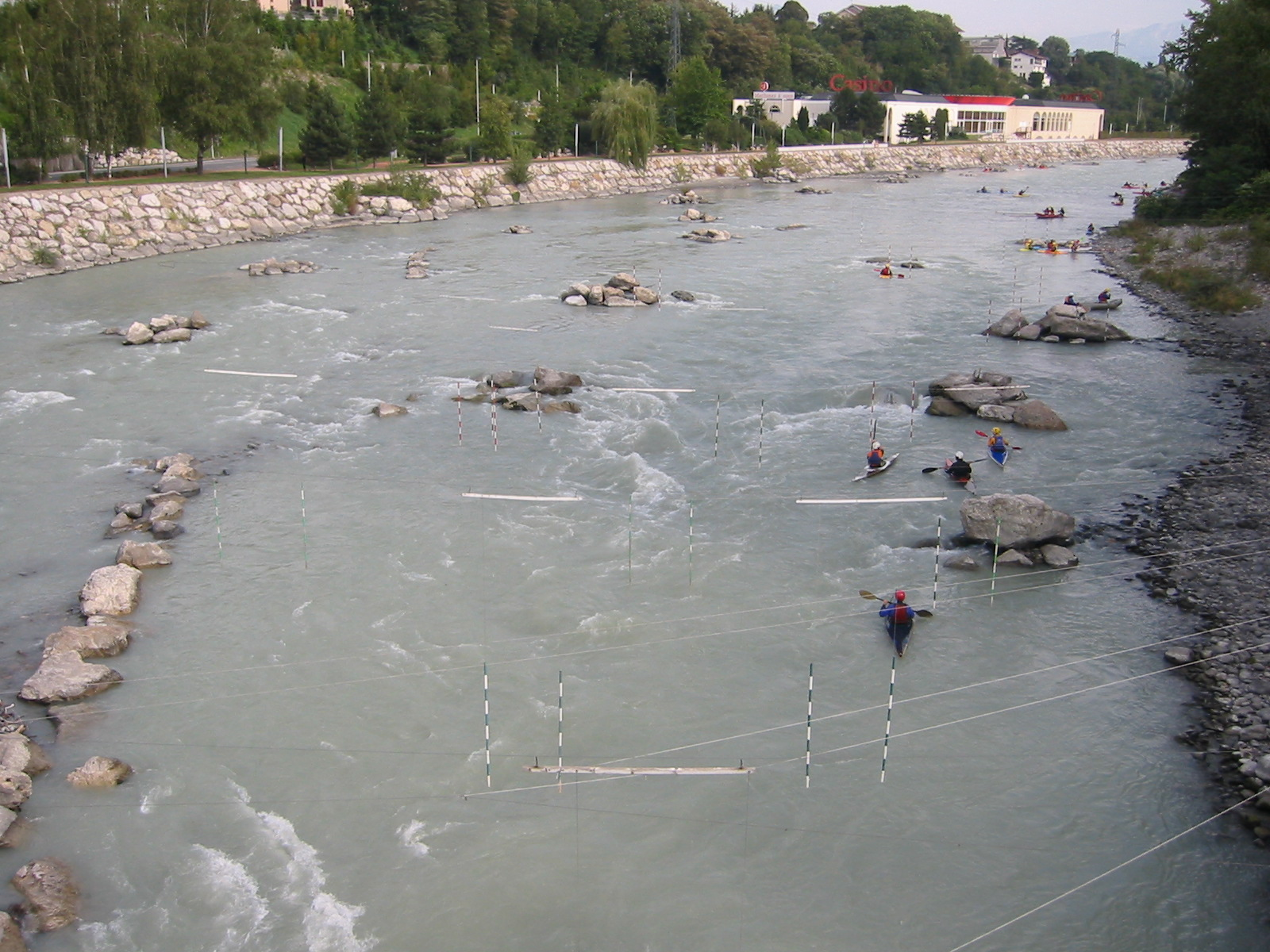
Řeka Arve poblíž města
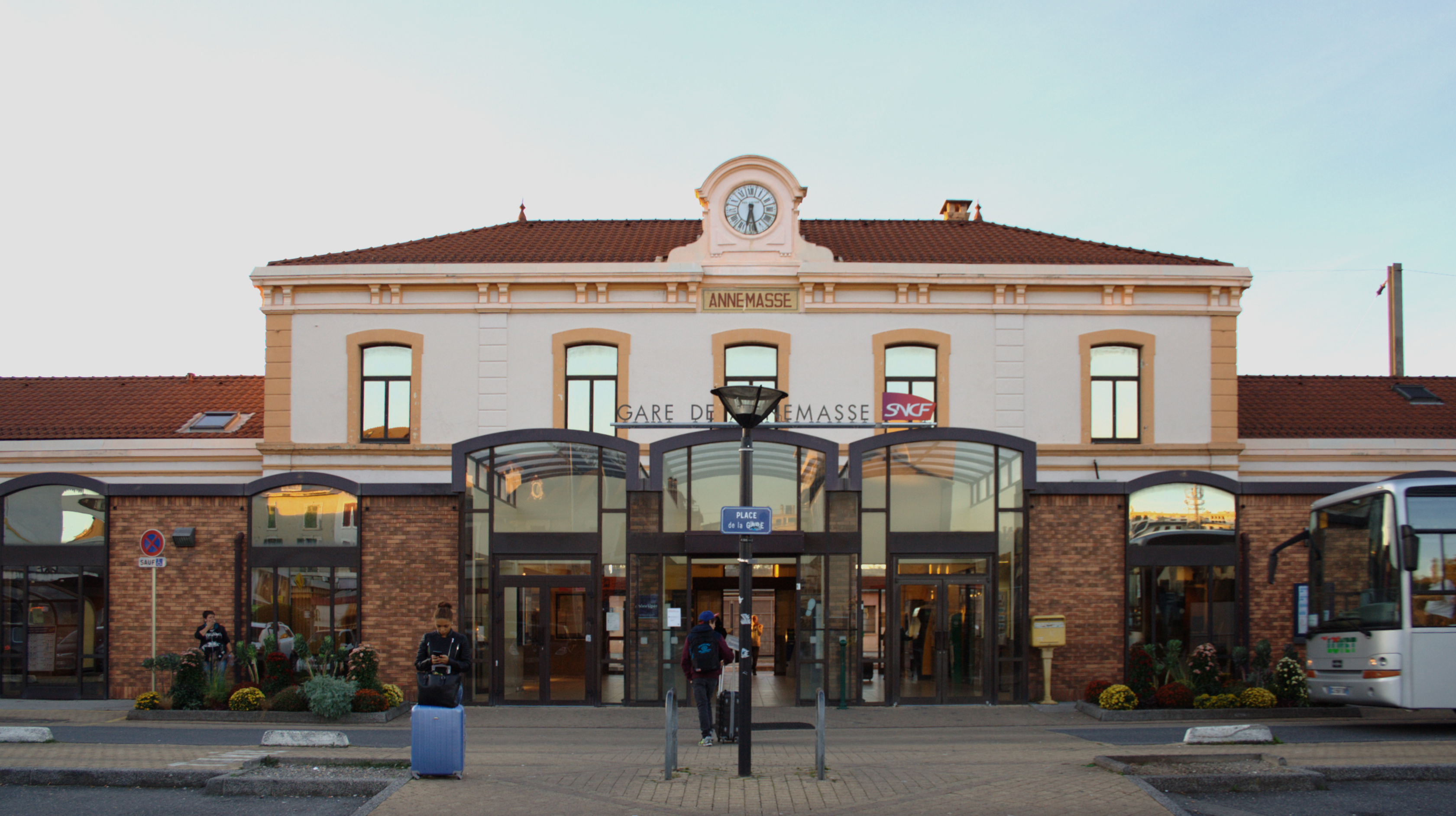
Budova železniční stanice z roku 1880
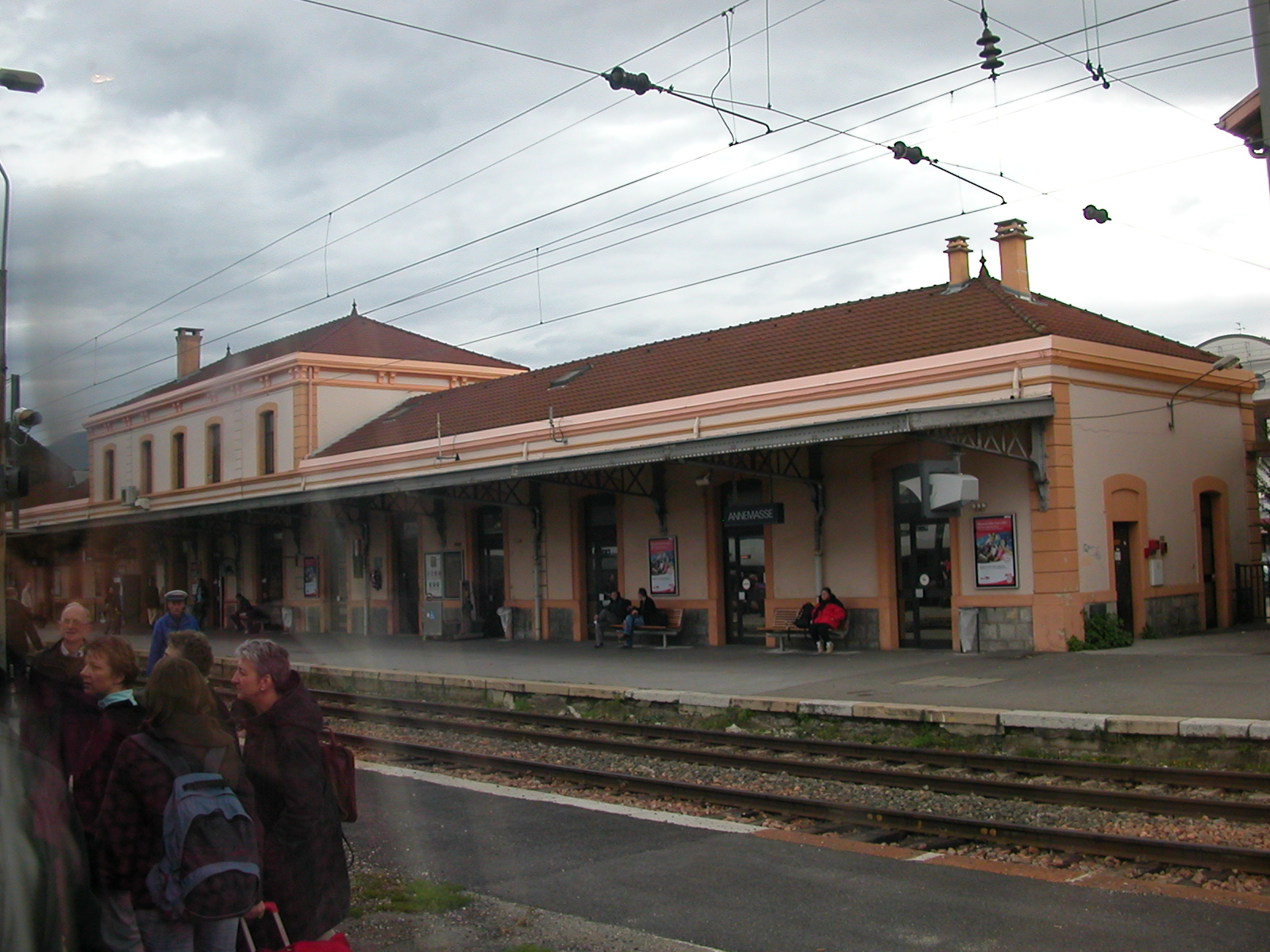
Nástupiště
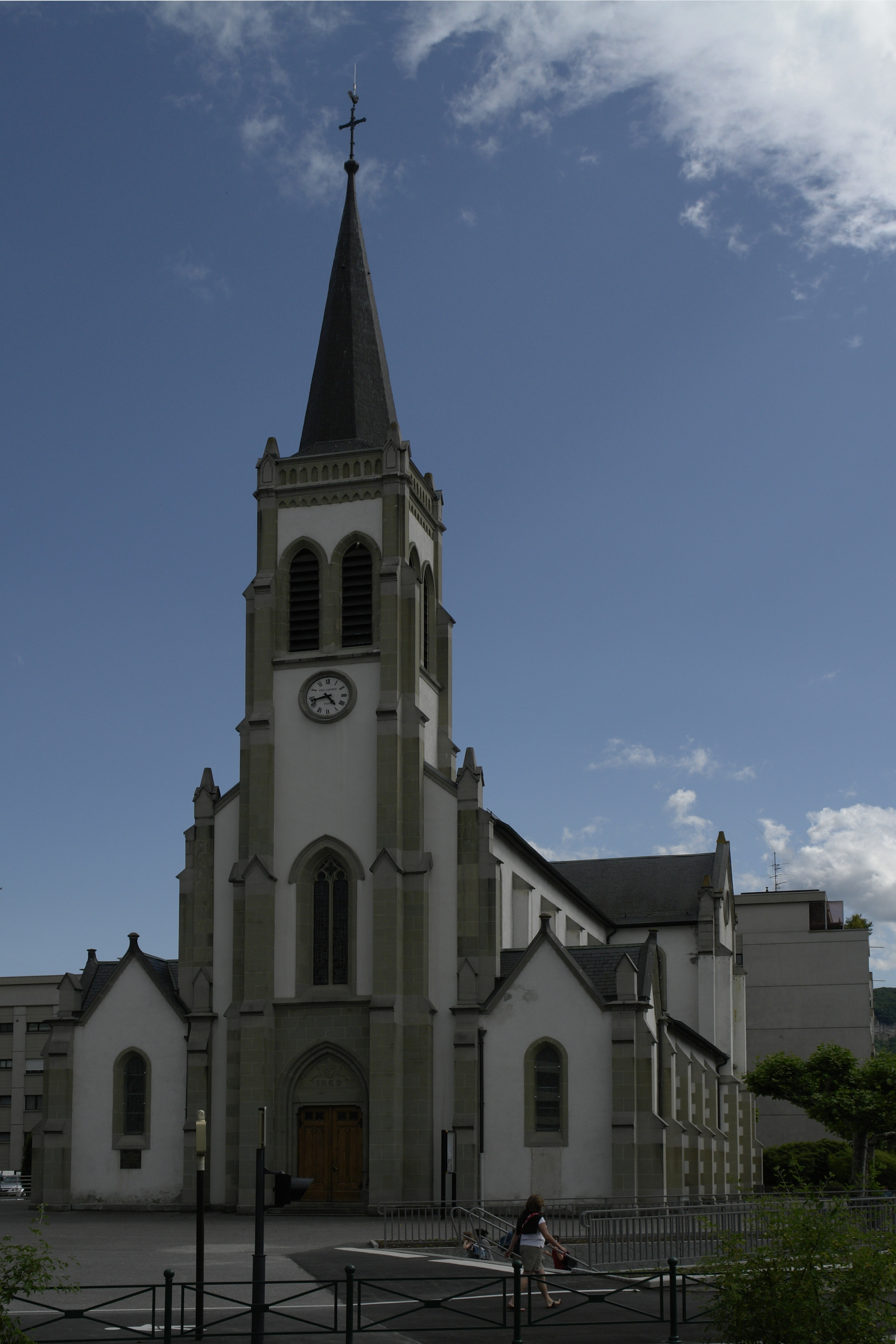
Kostel Saint-André
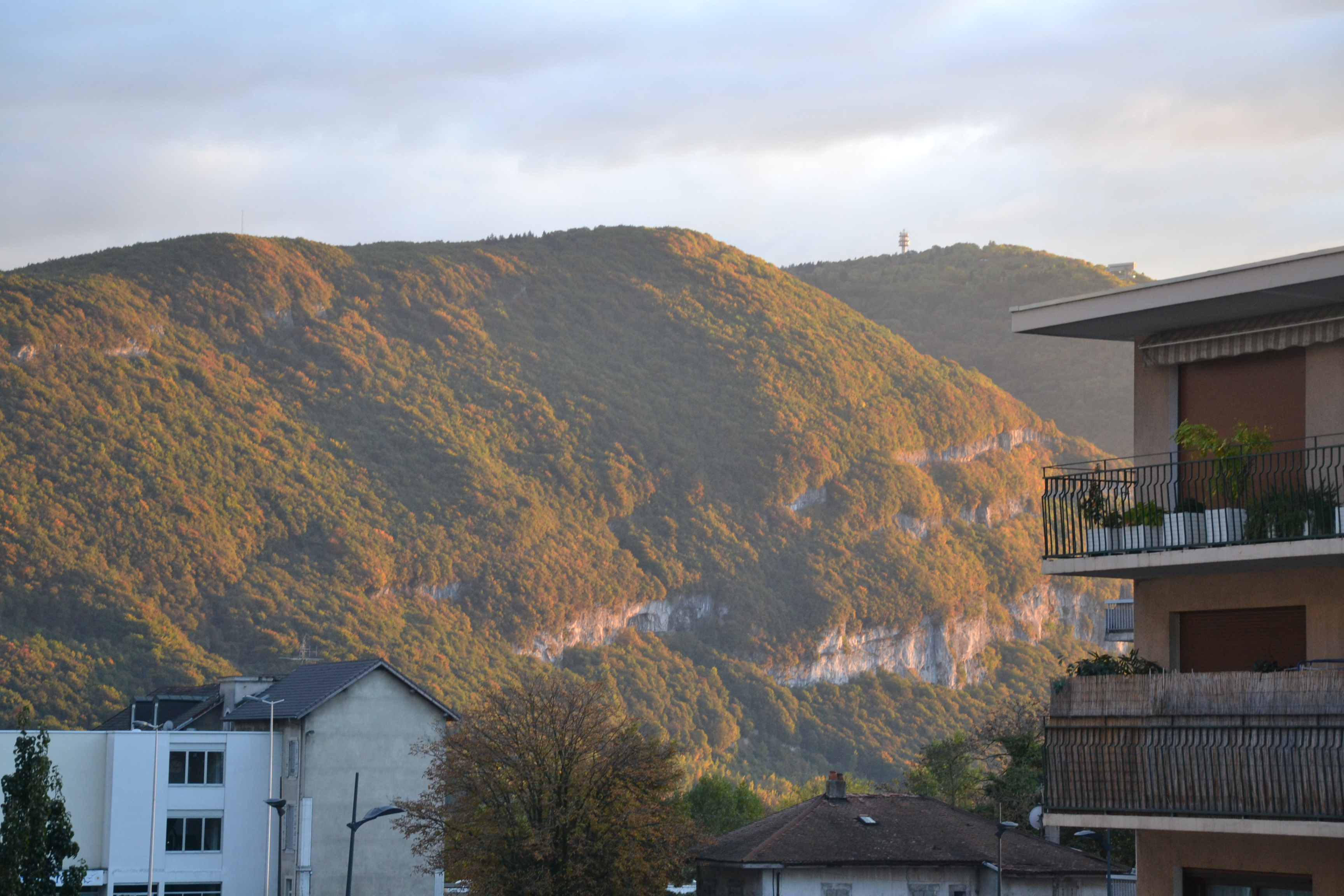
Hřeben pohoří Salève z města